# Pelochares basilewskyi
Pelochares basilewskyi is een keversoort uit de familie dwergpilkevers (Limnichidae). De wetenschappelijke naam van de soort werd in 1955 gepubliceerd door Maurice Pic.